# IC 4790
IC 4790 ist eine Balken-Spiralgalaxie vom Hubble-Typ SBc im Sternbild Pfau am Südsternhimmel. Sie ist schätzungsweise 184 Millionen Lichtjahre von der Milchstraße entfernt.
Das Objekt wurde im September 1900 von DeLisle Stewart entdeckt.